# Rodrigo Moreno
Rodrigo Moreno Machado (n. 6 martie 1991, Rio de Janeiro, Brazilia) este un fotbalist spaniol și brazilian liber de contract, care joacă pe post de mijlocaș lateral. Pe plan internațional, are prezențe la națională pentru Spania U-19⁠(d), Spania U-20⁠(d), Spania U-21, Spania U23⁠(d) și Spania.

## Palmares

### Club
Benfica
- Primeira Liga: 2013–14
- Taça de Portugal: 2013–14
- Taça da Liga: 2011–12, 2013–14
- UEFA Europa League: Vice-campion 2012–13,[2] 2013–14

### Națională
Spania U21
- UEFA European Under-21 Championship: 2013[3]

Spania U19
- UEFA European Under-19 Championship: Runner-up 2010

## Legături externe
- Valencia official profile Arhivat în 29 iunie 2015, la Wayback Machine.
- Rodrigo Moreno pe BDFutbol
- Profilul lui Rodrigo Moreno pe ForaDeJogo
- Rodrigo Moreno la Soccerbase
- Rodrigo Moreno pe site-ul National-Football-Teams.com
- Rodrigo Moreno pe site-ul FIFA (arhivat)
- Rodrigo Moreno – pe site-ul UEFA